# フリードリッヒ・ミーシェル

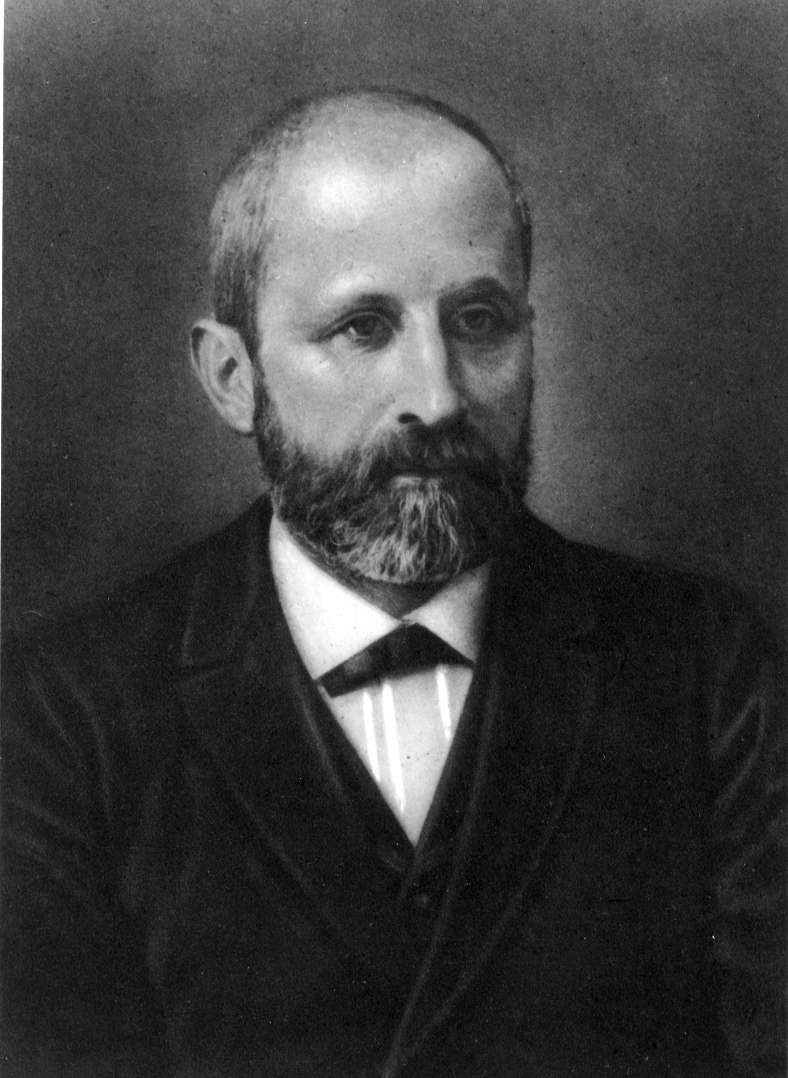
フリードリッヒ・ミーシェル

ヨハネス・フリードリッヒ・ミーシェル（ミーシャー）（Johannes Friedrich Miescher, 1844年8月13日 - 1895年8月26日）は、スイスの生理学者、生化学者、医師である。1869年に、細胞核中に核酸を発見してヌクレインと命名し、核酸研究の始まりとなった。

## 生涯
バーゼルで出生。父親と叔父はバーゼル大学の解剖学の教授であった。少年期のチフスで軽い聴力障害が残った。バーゼル大学で医学を、1865年にゲッティンゲン大学でアドルフ・ステッケルに有機化学を学び、病気による一時休学をはさんで1868年に学位を得た。聴力の懸念から医化学の分野に進み、テュービンゲン大学でフェリクス・ホッペ＝ザイラーの指導のもと白血球を研究した。病院から包帯などを入手して研究材料を得るのは容易であったが、細胞を壊さずに分離するのが困難であったことから、化学的な溶解方法を開発し、細胞を分離してさらに核の分離を行い、1869年に白血球細胞の核から、様々なリン酸塩からなる化学物質を単離し、これをヌクレイン（核酸）と名づけた。核酸研究は当時あまり重要性を認められなかったが、20世紀に入って、アルブレヒト・コッセルらによって研究され、遺伝学の分野に大きな貢献をすることになった。ミーシェルはその後、ライプツィヒ大学のカール・ルートヴィヒのもとで生理学を学び、バーゼル大学の生理学の教授となった。呼吸によって、血液中の二酸化炭素濃度が調節されることも示した。ダボスで没。
1970年にバーゼルのチバ・ウント・ガイギー社（現在のノバルティス）の研究所が「フリードリッヒ・ミーシェル研究所」(Friedrich-Miescher-Institut, FMI) と命名された。 FMIは1969年から薬学に貢献した研究者にフリードリッヒ・ミーシェル賞を贈っており、スイスで権威のある薬学の賞となっている。